# Chatroom - погрешан профил
Chatroom - погрешан профил је позоришна представа коју је режирао Југ Ђорђевић на основу текста Саре Радојковић. Музика за представу је радила група „Сви на под”.
Премијерно приказивање било је 26. децембра 2014. године у позоришту ДАДОВ, којим се обележило 56 година постојања омладинског позоришта ДАДОВ.
Текст комада објављен је у књизи СА ОВЕ СТРАНЕ ОГЛЕДАЛА – Савремена српска драма за младе.
Представа истражује тему виртуелног живота тинејџера, утицај интернета на младе и одгајања деце у савременом добу.

## Радња
Главни лик у комаду је девојка Алиса која је омиљена у друштву.
Она једног дана долази у школу у којој се нешто променило - њени другари причају виртуелним језиком, а уместо наставника појављује се лик који је пола Мозила (интернет претраживач), а пола Доситеј Обрадовић. Њени пријатељи су опчињени Доситејом. Алиса одлучује да се бори против њега и налази начине да га победи.

## Улоге
| Лица | Глумци                |
| ---- | --------------------- |
|      | Игор Илић             |
|      | Маја Шумоња           |
|      | Исидора Лукић         |
|      | Александра Стојановић |
|      | Ђорђе Бакоч           |
|      | Дејан Максимовић      |
|      | Жарко Младеновић      |